# Manny Mori
Imamanuel „Manny” Mori (ur. 25 grudnia 1948 w Chuuk) – prezydent Mikronezji, został wybrany przez Kongres Narodowy 11 maja 2007 i zaprzysiężony tego samego dnia. Urząd pełnił do 11 maja 2015.

## Życiorys
Mori urodził się na wyspie Fefan, w archipelagu Chuuk. Uczęszczał do Xavier High School, którą ukończył w 1969. W 1973 ukończył studia w dziedzinie zarządzania na Uniwersytecie Guam.
Po zakończeniu studiów Mori rozpoczął staż w Citicorp Credit-Guam. w 1974 został menedżerem w filii firmy w Saipan. W 1976 opuścił firmę. Trzy lata później został urzędnikiem Biura Podatków i Dochodów na wyspach Chuuk. W latach 1981–1997 pracował w Banku Rozwoju Mikronezji, od 1983 zasiadając na stanowisku jego dyrektora. Następnie od 1997 do 1999 był wicedyrektorem Banku Mikronezji.

### Kariera polityczna
Mori po raz pierwszy został wybrany do Kongresu Narodowego Mikronezji 1 lipca 1999. W każdych następnych wyborach (w 2001, 2003, 2005, 2007) uzyskiwał reelekcję. 11 maja 2007 został wybrany przez Kongres Narodowy prezydentem Mikronezji, pokonując urzędującego Josepha J. Urusemala. Tego samego dnia został zaprzysiężony i objął swój urząd.